# カレン・ダイナン
カレン・ダイナン（Karen Dynan）は、アメリカ合衆国の経済学者であり、マサチューセッツ大学ダートマス校の教授である。
彼女は財政政策、金融政策、消費者行動、労働市場、経済成長などの分野で研究を行っており、彼女の研究成果は政策決定者や経済学者によって高く評価されている。

## 経歴
マサチューセッツ州ボストンで生まれ、1987年にハーバード大学で経済学の学士号を取得した。その後、ハーバード大学ケネディスクールで公共政策の修士号と博士号を取得した。
彼女は、アメリカ合衆国財務省の主席経済学者を務めた経験もあり、2009年から2014年まで、オバマ政権下で財務省の副財務長官を務めた。その後、彼女はハーバード大学ケネディスクールの教授として教鞭をとり、2018年にマサチューセッツ大学ダートマス校の教授に就任した。
2023年のFRB副議長の候補者になっている